# Tenda dos Milagres (filme)
Tenda dos Milagres é um filme de Nelson Pereira dos Santos lançado em 1977.

## Sinopse
Adaptação do romance de Jorge Amado publicado em 1969 na Bahia que descreve cenas do início do século XX, onde Pedro Archanjo, o ojuobá (olhos de Xangô) do Candomblé, mulato, capoeirista, tocador de violão e bedel da Faculdade de Medicina da Bahia, defende os direitos dos negros e mestiços afrodescendentes.

## Elenco
- Hugo Carvana como Fausto Pena
- Sônia Dias como Anna Mercedes
- Anecy Rocha como Dra. Eldelweiss
- Juarez Paraíso como Pedro Archanjo
  - Jards Macalé como Pedro Archanjo (jovem)
- Nildo Parente como Professor Nilo Argolo
- Geraldo Freire como Gastão Simas
- Wilson Mello como Zezinho Pinto
- Jurema Pena como Tia Eufrásia

Além dos artistas, fizeram parte do filme alguns membros ilustres do Candomblé como Mãe Runhó.
O personagem Procópio d'Ogum é interpretado pelo babalorixá Luís Alves de Assis, mais conhecido como "Luís da Muriçoca".